# Спидуэлл
Спидуэлл (Агила) (англ. Speedwell Island, исп. Isla Águila) — остров в составе архипелага Фолклендские острова, расположенного в южной части Атлантического океана. Расположен в Фолклендском проливе, вблизи юго-западного побережья острова Восточный Фолкленд, севернее острова Джордж.

## География, природа
Площадь составляет 51,5 км². Протянулся примерно на 17,5 км с севера на юг и на 5 км с запада на восток (в самой широкой центральной части).
На острове гнездятся множество морских птиц, а также несколько видов пингвинов включая магелланова пингвина. Территория Спидуэлла используется как пастбище на протяжении нескольких последних столетий.